# Lavongai
Lavongai, deutsch Neuhannover (englisch New Hanover), ist eine Insel im Bismarck-Archipel und gehört politisch zu Papua-Neuguinea und der Provinz Neuirland. Im englischsprachigen Raum wird sie auch mit der englischen Übersetzung New Hanover Island des alten Namens genannt. Lavongai wird vom Tirpitz-Gebirge in ost-westlicher Richtung durchzogen. Die höchste Erhebung der 1186 km² großen Insel misst 957 Meter. 1960 lebten auf der Insel 5000 Einwohner.
Lavongai ist recht isoliert und gebirgig, so dass nur an den Küsten Kokospalmen wachsen.
Auf der Insel sind nur zwei Säugetierarten bekannt, die Fledermausarten Nyctimene albiventer und Rousettus amplexicaudatus. Die Mohrennonne, eine kleine Prachtfinkenart mit einem überwiegend schwarzen Körpergefieder, kommt ausschließlich auf dieser Insel vor.

## Geschichte
Die Insel wurde 1616 von den niederländischen Seefahrern Jacob Le Maire und Willem Cornelisz Schouten entdeckt, aber erst 1767 durch den Briten Philipp Carteret als einzelne Insel erkannt und Neuhannover (englisch: New Hanover) benannt.
1886 wurde Neuhannover Teil der deutschen Schutzgebiete in der Südsee und gehörten zu Deutsch-Neuguinea. Nach dem Ersten Weltkrieg wurde die Insel 1918 Teil des an Australien übertragenen Völkerbund-Mandatgebiets Territorium Neuguinea.
Im späten Januar 1942 besetzte eine Landungsgruppe der Kaiserlich Japanischen Marine nach ihrer Landung in Kavieng Neuhannover ohne Widerstand. Während des Krieges blieb die Insel bis September 1945 von den Japanern besetzt.